# Крикливая кустарниковая птица
Крикливая атрихия, или крикливая кустарниковая птица (лат. Atrichornis clamosus) — вид птиц из семейства кустарниковых птиц (Atrichornithidae).

## Распространение
Эндемичный вид Австралийского континента.

## Охрана
Вид считался вымершим, пока в 1960-е не была обнаружена популяция этих птиц к востоку от Албани в Западной Австралии (вблизи «Бухты двух народов» (англ. Two Peoples Bay)). Сейчас этот вид в Красной книге МСОП находится в категории VU (таксоны в уязвимости).